# 이균범
이균범(李鈞範, 1934년 12월 25일~2024년 1월 31일)은 대한민국의 전직 총장, 정무직공무원, 경찰공무원이다. 전라남도 함평 출생이다.
1972년부터 1975년까지 서울종로경찰서 서장(총경)을 하면서 경찰내에서 두각을 보였다.
제7대 경찰대 학장을 거쳐 제28대 전라남도 도지사가 되었고 제4대 동신대학교 총장을 역임하였다.

## 학력
- 광주고등학교 졸업
- 단국대학교 문리대학 국어국문학과 학사
- 서울대학교 행정대학원 행정학 석사
- 연세대학교 행정대학원 행정학 석사
- 조선대학교 대학원 정치학 석사
- 서울대학교 대학원 경제학 석사
- 연세대학교 대학원 교육학 석사
- 경남대학교 대학원 경영학 석사

## 경력
- 2005년: 함평 세계 나비.곤충 엑스포조직위원회 위원
- 2003년: 장애인 먼저실천 전라남도협의회 고문
- 2003년: 노사협력연구원 고문
- 2002년: 한국사립대학총장협의회 부회장
- 2002년~2006년: 제4대 동신대학교 총장
- 2002년: 대통령 통일고문
- 2001년~2002년: 월드컵조직위원회 자문위원
- 1999년: 제15대 경우회장
- 1995년: 동신대 인문사회과학대 경찰행정학과 객원교수
- 1994년: 한국경제사회연구소 자문위원
- 1993년~1993년: 제28대 전라남도지사
- 1989년~1993년: 서울시설관리공단 이사장
- 1984년~1988년: 감사원 감사위원
- 1983년~1984년: 경찰대 학장(치안정감)
- 1982년~1983년: 부산시 경찰국장
- 1981년~1982년: 제13대 해양경찰대장(치안감)
- 1980년~1981년: 치안본부 경무국 과장
- 1979년~1980년: 경상남도지방경찰청 국장
- 1978년~1979년: 경찰대 부학장
- 1975년~1977년: 전라남도지방경찰청 국장(경무관)
- 1972년~1975년: 서울종로경찰서 서장(총경)

## 수상 기록
- 1989년: 황조근정훈장
- 1984년: 황조근정훈장
- 1971년: 보국훈장
- 1969년: 근정포장
- 1965년: 방위포장
- 1963년: 면려포장

## 저서
- 2002년: 살아가는 데는 많은 길이 있다